# 클로스터스 도르프역
클로스터스 도르프역(독일어: Bahnhof Klosters Dorf)은 스위스 그라우뷘덴주의 클로스터스 마을에 있는 기차역이다. 래티셰 철도의 1,000mm 미터궤 란트콰르트-다보스 플라츠선의 중간 정차역이다.
이 역은 마을에서 두 번째 역이지만, 인접한 더 큰 클로스터스 광장역 보다 운행 빈도가 덜하다.

## 운행편
다음 서비스는 클로스터스 도르프에서 정차한다.
- 레기오익스프레스 :
  - 디젠티스/무쉬테와 스쿠올-타라스프 사이의 매시간 운행
  - 란트콰르트와 다보스 광장 사이에 매시간 운행
- 레기오 :
  - 스쿠올-타라스프에 제한된 운행
  - 란트콰르트와 다보스 광장 사이에 제한된 운행